# Eternal Sunshine of the Spotless Mind
Eternal Sunshine of the Spotless Mind är en amerikansk dramafilm från 2004, regisserad av Michel Gondry och skriven av Charlie Kaufman, Gondry och Pierre Bismuth. Huvudrollerna spelas av Jim Carrey och Kate Winslet.

## Handling
Helt plötsligt upptäcker Joel (Jim Carrey) att hans flickvän Clementine (Kate Winslet) efter ett stort gräl har fått hjälp av ett företag att ta bort alla minnen av honom och deras förhållande från hennes minne. I desperation tar han kontakt med samma företag och ber om att få samma procedur gjord på honom för att få bort alla minnen av samma sak. Handlingen antyder att denna rensning gjorts ett par gånger tidigare. Men när minnena tas bort och gås igenom i Joels huvud upptäcker han själv varför han älskade Clementine från första början.

## Rollista (i urval)
- Jim Carrey – Joel Barish
- Kate Winslet – Clementine Kruczynski
- Elijah Wood – Patrick
- Mark Ruffalo – Stan
- David Cross – Rob
- Kirsten Dunst – Mary
- Tom Wilkinson – Dr. Howard Mierzwiak

## Om filmen
Filmens titel kommer från en dikt av Alexander Pope som heter Eloisa to Abelard och läses av Kirsten Dunsts roll i filmen.